# Uroobovella slovaca
Uroobovella slovaca es una especie de arácnido del orden Mesostigmata de la familia Urodinychidae.

## Distribución geográfica
Se encuentra en Bratislava (Eslovaquia).